# Oberlangensee
Oberlangensee ist ein Ortsteil der baden-württembergischen Gemeinde Neukirch im Bodenseekreis in Deutschland.

## Geographische Lage

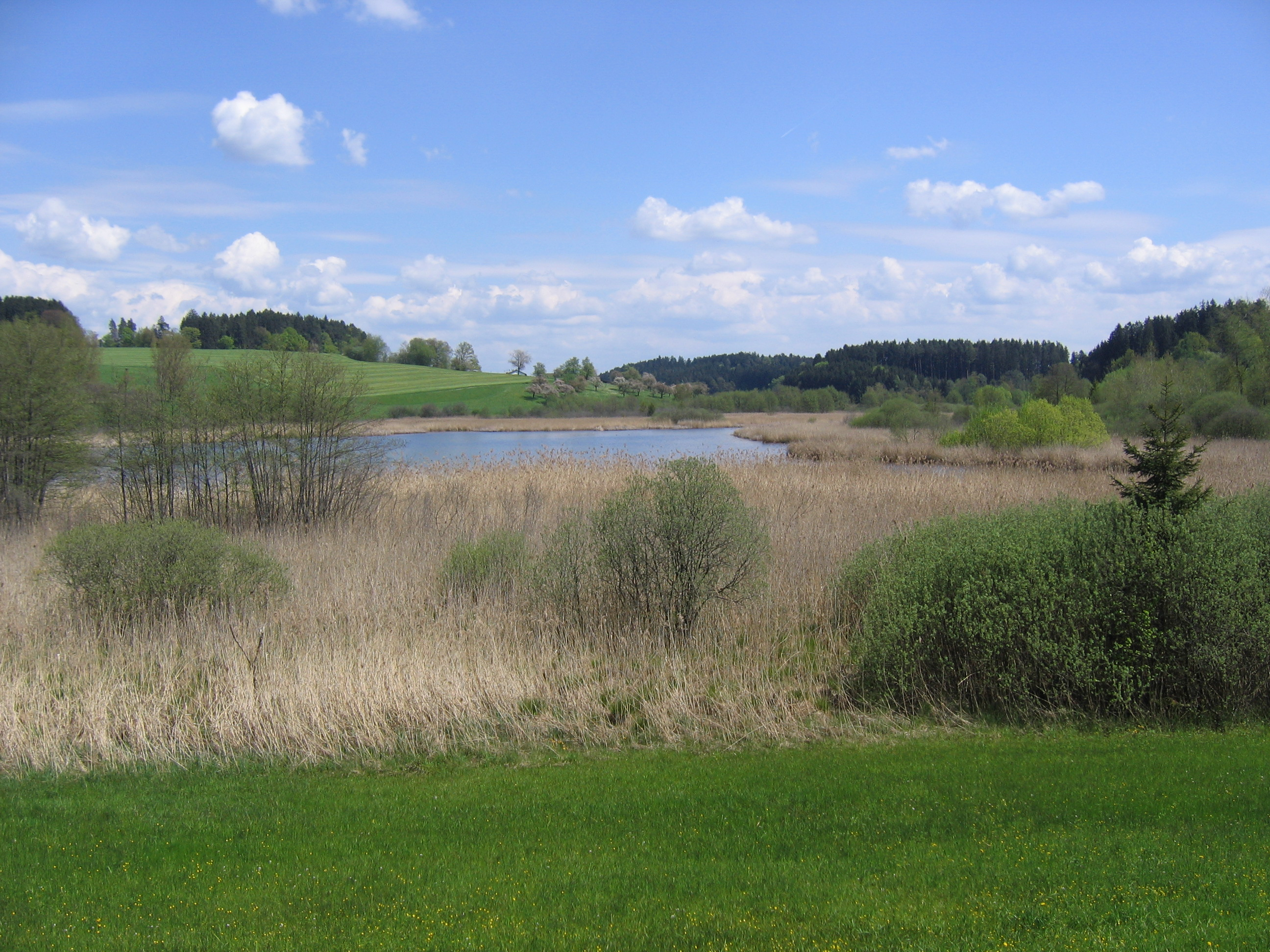
NSG Kreuzweiher-Langensee

Oberlangensee liegt anderthalb Kilometer südöstlich der Neukircher Ortsmitte. Nachbarortschaften sind Sackweiher, Unterlangensee, Argenbühl und Summerau.
Westlich des Ortes liegt das Naturschutzgebiet Kreuzweiher-Langensee.

## Geschichte
Vor der Eingemeindung nach Neukirch gehörte Oberlangensee zur Gemeinde Flunau.

## Verkehr
Oberlangensee ist über die Kreisstraßen K7702 von Neukirch und K7778 von Goppertsweiler erreichbar.